# Trường Thiên Hựu
Trường Thiên Hựu (Huế), còn có tên tiếng Việt là Thiên Hữu Học Đường, là trường dòng tư thục trung học ở Huế, dạy bằng Tiếng Pháp, thuộc Giáo Hội Công Giáo, thành lập năm 1933 và đóng cửa năm 1975. Trường còn gọi là Providence (Institut de la Providence).
Đây là trường dòng công giáo trung học đầu tiên của Việt Nam, được mở ra với mục đích cung cấp giáo dục tương đương giáo dục Pháp để học sinh lấy bằng tú tài Pháp (baccalaureat). 
Cơ sở vật chất của trường nay được sử dụng bởi trường Trường Đại học Khoa học, Đại học Huế.

## Quá trình phát triển
Năm 1932, sau khi Vua Bảo Đại kế vị Vua Khải Định lên ngôi,  Đức Giám Mục Allys của Huế đưa ra đề xuất thành lập trường trung học Công Giáo tại Huế, giống theo giáo dục bên Pháp.
Ngày 15 tháng 9 năm 1933, Đức Cha Chabanon khai giảng một lớp 6 gồm hai ban, thêm hai lớp dự bị, lớp 7 và lớp 8, tổng cộng 132 học sinh.
Tháng 10 năm 1933, ông Ngô Đình Thục làm Giám đốc trường.
Từ năm 1933 cho tới 1939, thêm bốn tòa nhà nữa được hoàn thành.
Đội ngũ giáo viên ban đầu gồm nhiều giáo sĩ Pháp và Việt Nam, trong đó có cả ông Tạ Quang Bửu (dạy toán, lý, hóa và các môn khoa học tự nhiên khác) (sau này là Bộ Trưởng Bộ Đại Học Việt Nam).
Trường được đánh giá là lớn, tiện nghi hiện đại, giáo viên giỏi nổi tiếng ở miền Trung Việt Nam. Trường thu hút học sinh của toàn miền Trung và miền Nam, nhất là con các gia đình Công giáo.
Từ 1945 đến 1963, nhiều cựu giáo viên và học sinh của trường rời trường trở nên nổi tiếng, như Ngô Đình Thục, Nguyễn Văn Lập (người sáng lập Đại học Công giáo ở Đà Lạt), Lý Chánh Trung,  hoặc sang giảng dạy tại các trường khác như Đại học Huế.
Một số cựu học sinh nổi tiếng của trường này bao gồm: Nhạc sỹ Trịnh Công Sơn, Tướng Việt Nam Cộng hòa Nguyễn Ngọc Loan, Nguyễn Phúc Bảo Ân con của Vua Bảo Đại, Dương Thiệu Tống (nguyên hiệu trưởng Trường Quốc học Huế), Tôn Thất Thiện.

## Link ngoài
- Ảnh Trường Thiên Hựu năm 1968.
- Ảnh Trường Thiên Hựu những năm 1950.